# نادية الكعبي لينك
نادية الكعبي لينك (مواليد 1978) هي فنانة بصرية من مواليد تونس ومقيمة في برلين، اشتهرت بفنها المفاهيمي ومنحوتة 2011 Flying Carpets. تستكشف أعمالها موضوعات الجغرافيا السياسية والهجرة والهويات العابرة للحدود. نشأت بين تونس وكييف ودبي وباريس ودرست في معهد تونس للفنون الجميلة وحصلت على الدكتوراه في فلسفة الفن من جامعة السوربون. فازت الكعبي لينك بجائزة مجموعة أبراج الفنية لعام 2011، التي كلفت Flying Carpets، وهي منحوتة معلقة على شكل قفص يلقي بظلال هندسية على الأرض مثل سجاد الباعة الجائلين في البندقية. جرى الحصول على القطعة من قبل متحف سولومون غاغينهايم في عام 2016 كجزء من مبادرة Guggenheim UBS MAP العالمية للفنون. كما فازت الكعبي لينكي بجائزة الاكتشافات للفن الناشئ في 2014 آرت بازل هونغ كونغ. جُمعت أعمالها من قبل متحف الفن الحديث، ومتحف دالاس للفنون، ومجموعة برغر، ومؤسسة Samdani للفنون، وعرضت في العديد من المعارض الفردية والجماعية.

## نبذة عن سيرتها الذاتية
ولدت نادية الكعبي لينك في تونس عام 1978 وهي من أصول أوكرانية وتونسية، والدها أكاديمي رياضي ووالدتها عالمة كيميائية. نشأت الكعبي لينك بين كييف وتونس. انتقلت إلى دبي عندما كانت في الثانية عشرة من عمرها عندما تولى والدها وظيفة هناك. أشارت الكعبي لينك إلى أن التنقل بين البلدان كان صعب، خاصة مع خسارتها فرصة دراسة الرقص الحديث. بدأت الكعبي لينك الرسم بتشجيع من والدتها. درست الرسم في معهد الفنون الجميلة بتونس وتخرجت عام 1999، وحصلت على الدكتوراه من جامعة السوربون عام 2008 في علم الجمال وفلسفة الفن. أثناء وجودها في فرنسا، التقت بزوجها الألماني، تيمو.

## الحياة الشخصية
الكعبي لينكي متزوجة ولديها ولدان. تعيش نادية في برلين وكييف وتتحدث ست لغات.

## روابط خارجية
- الموقع الرسمي